# Limotettix divaricatus
Limotettix divaricatus är en insektsart som beskrevs av Sanders och Delong 1923. Limotettix divaricatus ingår i släktet Limotettix och familjen dvärgstritar. Inga underarter finns listade i Catalogue of Life.